# Bob Karch
Robert Hosack Karch (* 4. Juli 1894 in Columbus, Ohio; † 14. November 1958 in Bexley, Ohio) war ein US-amerikanischer American-Football auf der Position des Tackles in der National Football League. Er spielte für die Columbus Panhandles (1922) und die Louisville Brecks (1923). Seine College-Football-Mannschaft war an der Ohio State University. Er wurde von Frank G. Menke, dem ehemaligen Sportredakteur des International News Service (INS), 1916 für das College Football All-America Team ausgewählt. Karch erlitt 1955 einem Herzinfarkt und erschoss sich 1958 selbst in seinem Haus in Bexley, Ohio.